# Patti Austin
Patti Austin (New York, 1950. augusztus 10. –) amerikai Grammy-díjas R&B-, pop-, dzsesszénekesnő, dalszerző.

## Pályakép
A New York-i Harlemben született. Quincy Jones és Dinah Washington voltak a keresztszülei. Négy éves korában már színpadon volt. Tinédzserként soul és a R&B együttes énekesnőjeként dolgozott.
Háttérénekes volt Paul Simon mögött 1975-ben. Duettet énekelt Michael Jacksonnal az Off the Wall albumon és George Bensonnal (Moody's Mood for Love). Quincy Jones The Dude c. albumán is szerepelt.
Billy Joel, Frankie Valli, Steely Dan, Paul Simon lemezein is dolgozott.
Az Avant Gershwinért, mint a legjobb jazzénekes album, 2008-ban kapta a Grammy-díjat a WDR Big Band együttesével.
1992-ben Barbra Streisanddal együtt vett részt a Hollywoodi Nők Politikai Bizottságának az AIDS elleni tüntetésén.

## Lemezek

### Stúdióalbumok
- 1977 Havana Candy
- 1981 Every Home Should Have One
- 1984 Patti Austin
- 1985 Gettin' Away With Murder
- 1990 Love Is Gonna Getcha

### Egyéb lemezek
- 1976: End of a Rainbow
- 1980: Body Language
- 1983: In My Life
- 1988: The Real Me
- 1991: Carry On
- 1994: That Secret Place
- 1996: Jukebox Dreams
- 1998: In & Out of Love
- 1999: Street of Dreams
- 2001: On the Way to Love
- 2002: For Ella
- 2003: "Papillon" featuring Patti Austin and Frances Yip
- 2007: Avant Gershwin
- 2011: Sound Advice
- 2016: Mighty Musical Fairy Tales

## Filmek
- 1988: Tucker – The Man and his Dream (Millie)
- 1978: The Wiz: (gyerekkórus/felnőttkórus)
- 2013: 20 Feet from Stardom (önmaga)

## Díjak
- Grammy-díj: Best Jazz Vocal Album, „Avant Gershwin”, 2008.
- Honorary doctorate, Berklee College of Music

## További információ
- Hivatalos oldal
- Patti Austin a Facebookon
- Patti Austin az Internet Movie Database-ben (angolul)
- Patti Austin a Rotten Tomatoeson (angolul)